# Teteyahualco
Teteyahualco är en ort i Mexiko.   Den ligger i kommunen Hueytamalco och delstaten Puebla, i den sydöstra delen av landet, 200 km öster om huvudstaden Mexico City. Teteyahualco ligger 617 meter över havet och antalet invånare är 481.
Terrängen runt Teteyahualco är huvudsakligen kuperad, men åt nordväst är den platt. Runt Teteyahualco är det ganska tätbefolkat, med 248 invånare per kvadratkilometer. Närmaste större samhälle är Teziutlan, 18,8 km sydväst om Teteyahualco. I omgivningarna runt Teteyahualco växer huvudsakligen savannskog.